# Super Junior-M
I Super Junior-M (hangŭl: 슈퍼주니어-엠), chiamati anche SJ-M, sono la terza sotto-unità ufficiale della boy band sudcoreana Super Junior. Questo è il primo gruppo internazionale, presente nel mercato musicale cinese, ad avere membri sia cinesi che sudcoreani, è inoltre il primo gruppo musicale prodotto dall'organizzazione Korea's CT (Tecnologia della Cultura), creata grazie ad una strategia globale di localizzazione. I Super Junior-M sono formati da alcuni membri degli originari Super Junior, Han Geng (il leader), Donghae, Siwon, Ryeowook, Kyuhyun e da due membri che non fanno originariamente parte dell'unità principale, Henry e Zhou Mi. Nel dicembre 2009, Han Geng intentò una causa contro la SM Entertainment e lasciò il gruppo, il gruppo si sciolse momentaneamente. Nel 2011 il gruppo tornò attivo e Han Geng fu sostituito da 2 membri del gruppo originario dei Super Junior, Eunhyuk e Sungmin.

## Prima del debutto
In seguito al successo crescente dei Super Junior in Cina, la compagnia manageriale del gruppo SM Entertainment decise di creare una sotto-unità della boy band, che si sarebbe dovuta concentrare esclusivamente sul mercato cinese. Il 2 ottobre 2007 è stata pubblicamente annunciata la nascita dei Super Junior-M, che avrebbero poi debuttato in Cina nel 2008. I primi due membri ufficiali del sottogruppo furono Hang Geng, membro anche dei Super Junior originali, ed un esordiente della SM Entertainment di nome Henry Lau. Cinque mesi più tardi fu aggiunto un altro membro presente nei Super Junior d'origine, Siwon.
A partire dal 4 aprile fino al 7 aprile 2008, sono stati pubblicati una serie di brevi video trailer in successione per ritrarre ogni membro che avrebbe fatto parte del gruppo, a partire dal leader Han Geng. Il 5 aprile è stato il turno di Siwon e Donghae, seguiti il 6 aprile dal quarto e quinto membro, Kyuhyun ed Henry Lau. Ryeowook è stato annunciato come sesto membro il 7 aprile, seguito dall'esordiente Zhou Mi. Un trailer rappresentante tutti i membri insieme è stato pubblicato nella data del loro debutto ufficiale, l'8 aprile, ed in meno di quattro giorni ha superato 1.4 milioni di visualizzazioni, sia da parte del pubblico cinese che coreano.

## Nota sul nome
Prima della dichiarazione del nome ufficiale del sottogruppo, esso veniva spesso chiamato anche Super Junior China. Il 3 aprile 2008, tuttavia, la SM Entertainment ha dichiarato che il nome ufficiale della boy band sarebbe stato Super Junior-M, la lettera M indicativa di cinese, ossia dell'intenzione del gruppo di sfondare non solo in Cina, ma in tutte le altre regioni sinofone. La M può rappresentare anche diversi altri fattori, tra i quali la lettera iniziale del loro album studio di debutto, Me, o la parola cinese col significato di carismatico, mí (迷).

## Carriera musicale
I Super Junior-M hanno debuttato in Cina l'8 aprile 2008, alla cerimonia degli ottavi Annual Music Chart Awards, oltre che pubblicando il loro primo video musicale, per la canzone U, su internet. Il loro album di debutto è stato pubblicato in varie province cinesi a partire dal 23 aprile 2008, e la versione coreana con tre bonus track in lingua coreana è stata pubblicata in Corea del Sud il 30 aprile dello stesso anno. L'album è stato distribuito in altre comunità cinesi, come ad Hong Kong e Taiwan, il 2 maggio 2008. Le recensioni dell'album sono state in genere positive, ed esso ha ottenuto buoni commenti dal cantante di Hong Kong Hins Cheung, che ha lodato in particolare i contenuti di "musica di livello internazionale" e il "talento vocale" del gruppo. Solo un mese dopo il loro debutto, il 25 maggio, i Super Junior-M hanno vinto il loro primo premio come "Gruppo più Popolare dell'Asia" ai quinti Music King Awards di Macao.
Dopo la loro esibizione di debutto dell'aprile 2008, il gruppo ha fatto diverse apparizioni come ospiti in alcuni programmi e varietà televisivi, a partire da un episodio della seconda stagione dello show Strictly Come Dancng (舞动奇迹), una collaborazione fra i canali televisivi TVB ed HunanTV. La puntata con i Super Junior-M ospiti ha avuto uno share di ascolti del 5.01%, rendendolo il terzo programma più visto in Cina. Il mese dopo, i Super Junior-M sono apparsi come ospiti anche nel talk show Behind Story (背后的故事), il quale ha avuto i maggiori indici di ascolto della fascia oraria di trasmissione, con uno share del 4.05%. La loro presenza ha fatto ottenere gli indici di ascolto più alti della propria fascia oraria anche ad un altro programma, lo show di giochi e sfide Bravely Going Forward (勇往直前), andato in onda ad agosto.
Nell'estate del 2008, i Super Junior-M e la star taiwanese Show Luo hanno preso il posto di Nicholas Tse e del duo musicale Twins, entrambi di Hong Kong, come portavoce della marca di abbigliamento cinese Semir.
L'ultima volta che il gruppo ha cantato la canzone U è stata il 29 agosto 2008, alla cerimonia di apertura dei settimi Golden Eagle. Il 13 settembre, il gruppo ha cantato in anteprima il suo secondo singolo, Me, al concerto SMTOWN LIVE '08, a Shanghai, ed ha pubblicato il video musicale della canzone il giorno dopo, su internet. Il primo concerto ufficiale dei Super Junior-M si è tenuto ad Hong Kong, il 27 e 28 dicembre 2008.
Il 14 settembre 2009, i Super Junior-M hanno pubblicato il video musicale per il primo singolo del loro nuovo album, nel quale recita Jessica del gruppo femminile sudcoreano Girls' Generation.

## Stile musicale
L'obiettivo dei Super Junior-M è essenzialmente quello di portare il pop di stampo coreano nel mercato cinese, cantando le sue hit classiche in cinese. Similmente all'unità principale Super Junior, lo stile dei Super Junior-M è indicato come pop di massa, dance ed R&B, con leggere influenze rock ed hip hop come ascoltabile nelle canzoni Me e The Moment, quest'ultima contenente riff di chitarra e un basso pesante. A differenza dell'unità principale, i Super Junior-M non gradiscono il rap, che tuttavia fa la sua rara comparsa in The Moment, Don't Don ed A Man in Love.

## Discografia

### Album studio
- 2008 – Me
- 2013 – Break Down

### EP
- 2009 – Super Girl
- 2011 – Perfection
- 2014 – Swing

### Colonna Sonora
- 2012 – Skip Beat!

## Filmografia
Verso la fine del 2008, Han Geng ha interpretato il ruolo di Xia Lei (夏磊), un ragazzo con il sogno di diventare ballerino, nella serie televisiva Stage of Youth (青春舞台), insieme a delle star dell'etichetta discografica di Hong Kong Emperor Entertainment Group, Joey Yung, Kenny Kwan e Yumiko Cheng. Altri membri dei Super Junior-M sono apparsi in dei cameo nel corso della serie e nell'episodio finale.

## Riconoscimenti
| Anno                     | Premio                                      | Categoria |
| ------------------------ | ------------------------------------------- | --------- |
| 2008                     |                                             |           |
| Music King Awards        | Gruppo emergente più popolare               |           |
| Southeast Music Awards   | Gruppo più popolare della Cina continentale |           |
| CCTV-MTV Music Awards    | Miglior gruppo canoro dell'anno             |           |
| Starlight Grand Ceremony | Miglior gruppo musicale emergente           |           |

## Controversie

### Only 13
Dopo l'annuncio della creazione dei Super Junior-M il 2 ottobre 2007, ed il concretizzarsi della possibilità di unire al sottogruppo un membro non originario dei Super Junior, i fan hanno iniziato a manifestare il loro dissenso, creando un sito web intitolato Only 13 in opposizione alle azioni della SM Entertainment. Attraverso il sito, i fan hanno organizzato azioni di protesta contro la compagnia manageriale, tuttavia prima di qualsiasi manifestazione attiva sono state inviate alla compagnia diverse petizioni in sfavore di un quattordicesimo membro. Il piano dei fan, inizialmente, era quello di un boicottaggio verso i prodotti proposti dalla compagnia, ma poi la moltitudine si è risolta in un sit-in silenziono di fronte alla sede della SM, avvenuto il 21 ottobre 2007, al quale hanno partecipato circa 400 fan del fanclub ufficiale dei Super Junior. Quando la SM Entertainment ha annunciato in una conferenza stampa di non aver mai creato i Super Junior come gruppo fisso, le proteste dei fan si sono acuite a causa dell'incoerenza con un'affermazione della compagnia fatta nel 2006, all'entrata nel gruppo di Kyuhyun, secondo la quale il gruppo sarebbe dovuto rimanere permanente. Sono state riportate migliaia di lettere arrivate alla compagnia, con richieste di mantenere il gruppo fisso, ma non è stata data alcuna risposta, né privata né pubblica.
Il 3 novembre 2007, circa un migliaio di fan si sono presentati davanti alla sede della SM, stavolta per una protesta reale, nella quale hanno intonato canzoni del gruppo ed hanno più volte urlato la parola "tredici". La SM Entertainment si risolse allora a fare una dichiarazione pubblica, affermando che i nuovi membri dei Super Junior-M non sarebbero comunque stati aggiunti all'unità principale dei Super Junior, e non avrebbero quindi causato danni alla carriera del gruppo originario.
Dopo le voci dell'inserimento nei Super Junior-M di un ulteriore membro non presente nei Super Junior, i fan si risolsero a commettere azioni drastiche. Il 20 marzo 2008, infatti, i fan in tutto il mondo acquistarono 58.206 azioni della SM Entertainment, detenendo lo 0,3% delle azioni della compagnia ed avendo l'opportunità di ottenere una rappresentanza legale al suo interno. In una dichiarazione ai media, i rappresentanti del fanclub hanno affermato che avrebbero colto tutte le occasioni per evitare che la SM Entertainment potesse aggiungere nuovi membri ai tredici originari.
Dopo la creazione del blog ufficiale dei Super Junior-M il 3 aprile 2008, sono stati registrati più di 5.000 commenti di supporto nel giro di un'ora. Gli amministratori hanno dovuto, quindi, restringere la pagina dei commenti ai soli membri registrati nel sito ospitante il blog.